# كوكو هاياشي
كوكو هاياشي (باليابانية: 林鼓子؛ بالكانا: はやし ここ) هي مؤدية صوت وممثلة يابانية، ولدت في 15 مايو 2002 في هاماماتسو في اليابان.

## وصلات خارجية
- الموقع الرسمي
- كوكو هاياشي على موقع IMDb (الإنجليزية)
- كوكو هاياشي على موقع ميوزك برينز (الإنجليزية)
- كوكو هاياشي على موقع قاعدة بيانات الفيلم (الإنجليزية)
- كوكو هاياشي على موقع ANN person (الإنجليزية)